# Blackburneus tonsus
Blackburneus tonsus är en skalbaggsart som beskrevs av Rudolph Petrovitz 1964. Blackburneus tonsus ingår i släktet Blackburneus och familjen Aphodiidae. Inga underarter finns listade.